# Serge Cosseron
Serge Cosseron, född den 5 augusti 1949, är en fransk författare, specialiserad på 1800- och 1900-talshistoria.

## Biografi

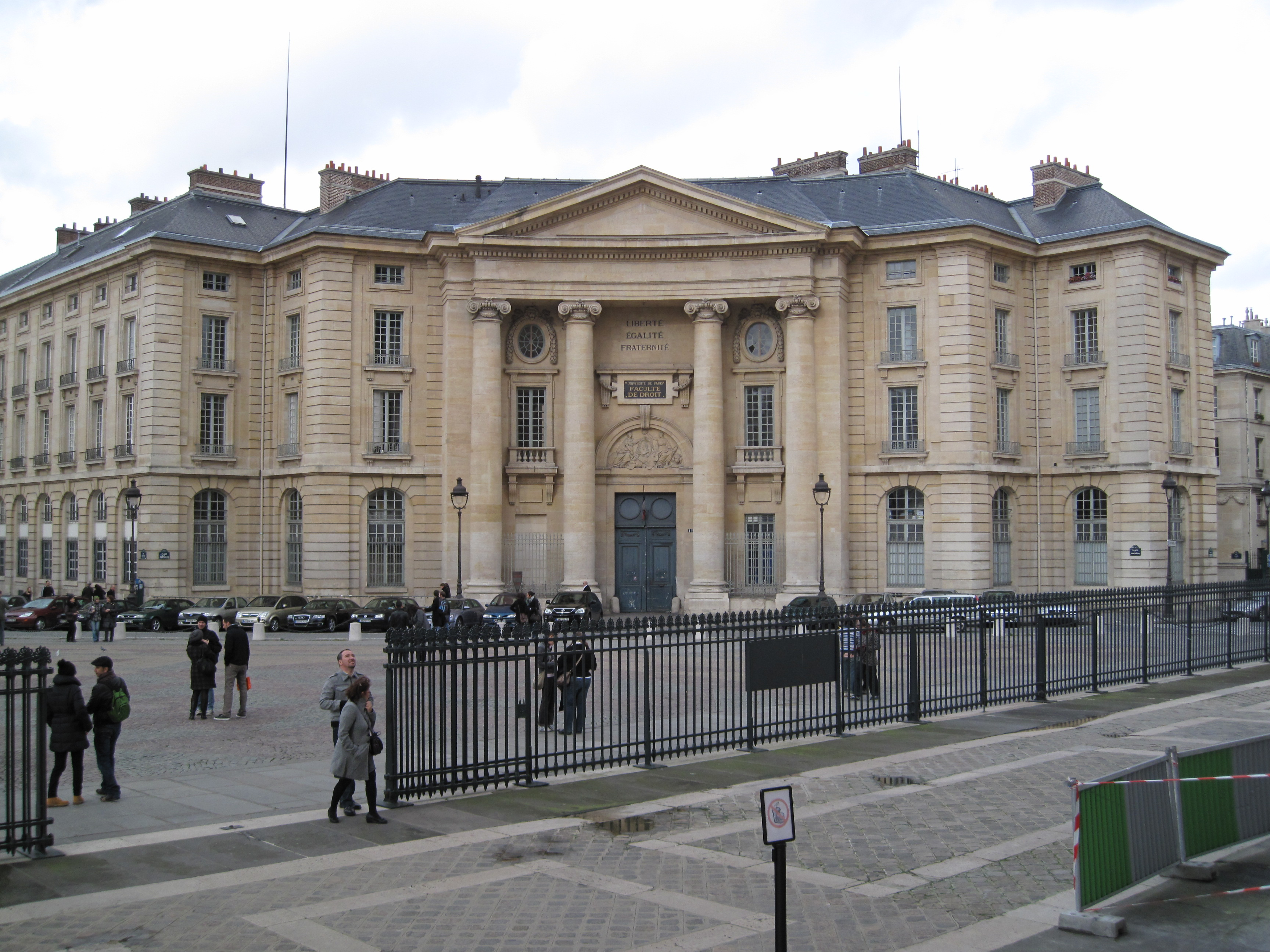
Université Pantéon-Sorbonne

Serge Cosseron har avlagt magisterexamen i historia vid Université Panthéon-Sorbonne.
Han var en politisk aktivist i organisationen Socialisme ou Barbarie.
Cosseron har också varit professionell redaktör och har specialiserat sig på Tysklands historia under Weimarrepubliken (1919–1933), särskilt den tyska revolutionen 1918–1919 och samtida sociala rörelser. Han har också publicerat flera böcker om Napoleonkrigen samt om dagens Tyskland.

## Publikationer
- Dictionnaire de l'extrême gauche (direction d'ouvrage), Paris, Larousse, coll. 2007 ISBN 2035826209.[7]
- Les Mensonges du III Reich, Perrin, 2007.[8]
- Les Rois de France, med Sylvie Albou-Tabart, Daniel Bernard, David Gaussen, Hachette, 2006.[9]